# Magne IV de Noruega

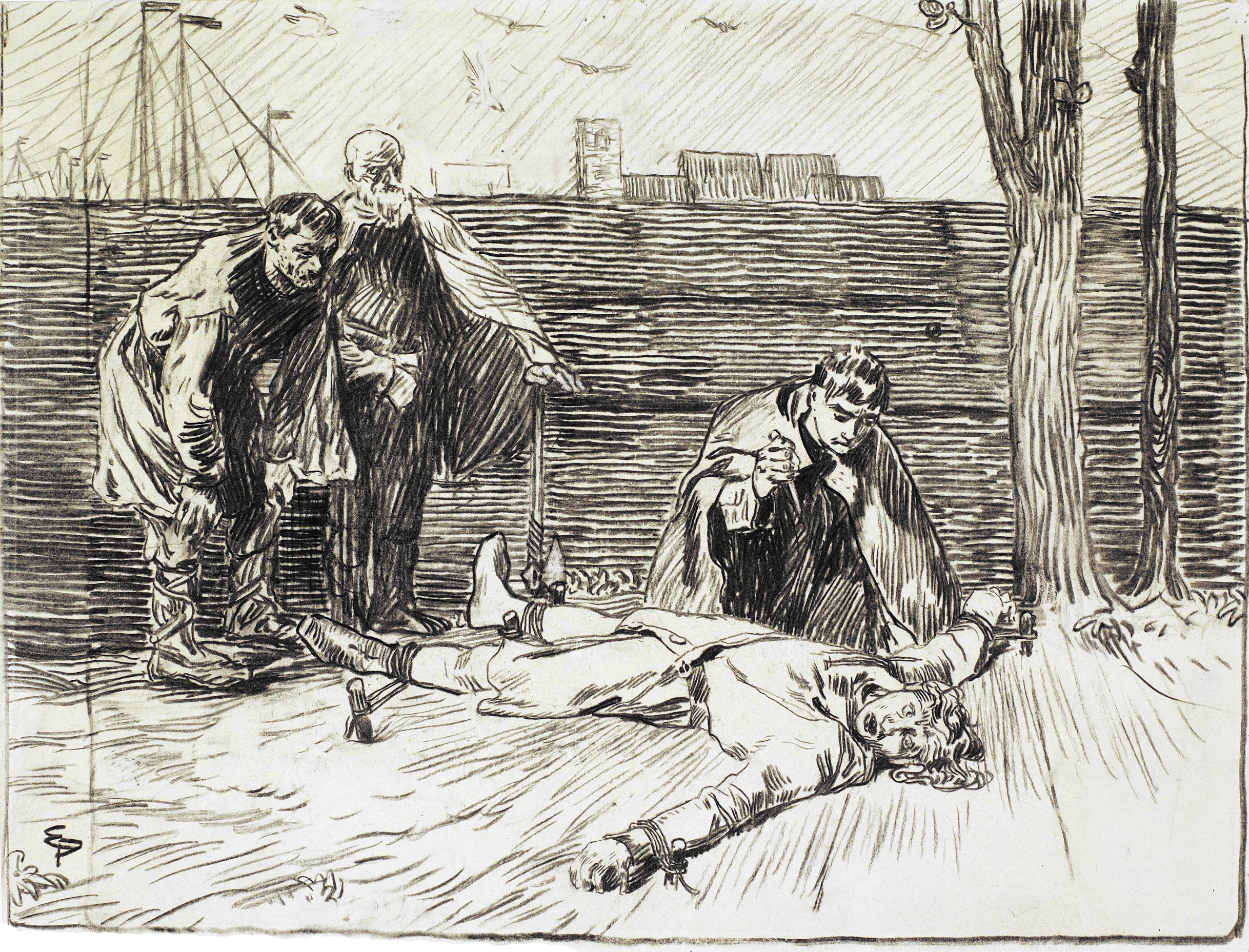
Harald treu els ulls a Magne. Il·lustració d'Eilif Peterssen (1852-1928)

Magne Sigurdsson (v. 1115 - 1139), conegut com a Magne el Cec (en noruec: Magnus den blinde), va ser rei de Noruega entre 1130 i 1135 i un altre cop entre 1137 a 1139. El seu regnat com a Magne IV de Noruega va estar marcat per la guerra civil que esclatà a la mort del seu pare entre els diferents candidats al tron, que s'allargaria fins al 1240.

## Biografia
Magne era un fill bastard del rei noruec Sigurd Jorsalfar i Borghild Olavsdotter. A la mort de Sigurd el 1130, Magne i el seu oncle Harald Gille van ser proclamats co-reis. Però la realació entre els dos monarques es va deteriorar i al cap de quatre anys Magne va començar a enfrontar-se a Harald obertament. El 9 d'agost de 1134 Magne el va derrotar en una batalla decesiva a Färlev, i Harald va haver de fugir a Dinamarca.
Ignorant les advertències dels seus consellers, Magne va llicenciar el seu exèrcit i va anar a passar l'hivern a Bergen. Harald va tornar a Noruega amb un nou exèrcit i, sense trobar oposició, va posar setge a Bergen. La ciutat va caure el 7 de gener de 1135, i Magne va ser capturat i destronat. Per evitar que intentés recuperar el poder, el van deixar cec, el van castrar i li van amputar una cama.
Magne va passar uns anys vivint com a monjo. Un altre pretendent al tron, Sigurd Slembe, va matar Harald el 1135 i es va proclamar rei. Per sumar legitimitat al seu regnat Sigurd va treure a Magne de l'abadia i el va nomenar co-rei. La guerra civil va continuar contra els partidaris de Harald Gille, que ara s'aplegaven entorn dels seus dos fills Inge i Sigurd.
Mentre governava la part oriental de Noruega, Magne va ser derrotat a Minne per Inge, i va haver d'exiliar-se. Després d'intentar infructuosament de sumar suports a la seva causa, va tornar a Noruega per afegir-se als homes de Sigurd Slembe. Després d'uns anys vivint més com a bandits que com a reis, el 12 de novembre de 1139 es van enfrontar a Hvaler contra els reus Inge I i Sigurd II. Magne va morir durant la batalla, i Sigurd Slembe va ser capturat i executat.

## Avantpassats
|  |                           |  |  |  |  |  |  |  |  |  |  |  |  |  |  |  |
|  | 16. Harald III de Noruega |  |  |  |  |  |  |  |  |  |  |  |  |  |  |  |
|  |                           |  |  |  |  |  |  |  |  |  |  |  |  |  |  |  |
|  |                           |  |  |  |  |  |  |  |  |  |  |  |  |  |  |  |
|  | 8. Olaf III de Noruega    |  |  |  |  |  |  |  |  |  |  |  |  |  |  |  |
|  |                           |  |  |  |  |  |  |  |  |  |  |  |  |  |  |  |
|  |                           |  |  |  |  |  |  |  |  |  |  |  |  |  |  |  |
|  | 17. Tora Torbergsdatter   |  |  |  |  |  |  |  |  |  |  |  |  |  |  |  |
|  |                           |  |  |  |  |  |  |  |  |  |  |  |  |  |  |  |
|  |                           |  |  |  |  |  |  |  |  |  |  |  |  |  |  |  |
|  | 4. Magne III de Noruega   |  |  |  |  |  |  |  |  |  |  |  |  |  |  |  |
|  |                           |  |  |  |  |  |  |  |  |  |  |  |  |  |  |  |
|  |                           |  |  |  |  |  |  |  |  |  |  |  |  |  |  |  |
|  | 9. Thora                  |  |  |  |  |  |  |  |  |  |  |  |  |  |  |  |
|  |                           |  |  |  |  |  |  |  |  |  |  |  |  |  |  |  |
|  |                           |  |  |  |  |  |  |  |  |  |  |  |  |  |  |  |
|  | 2. Sigurd I de Noruega    |  |  |  |  |  |  |  |  |  |  |  |  |  |  |  |
|  |                           |  |  |  |  |  |  |  |  |  |  |  |  |  |  |  |
|  |                           |  |  |  |  |  |  |  |  |  |  |  |  |  |  |  |
|  | 5. Thora                  |  |  |  |  |  |  |  |  |  |  |  |  |  |  |  |
|  |                           |  |  |  |  |  |  |  |  |  |  |  |  |  |  |  |
|  |                           |  |  |  |  |  |  |  |  |  |  |  |  |  |  |  |
|  | 1. Magne IV de Noruega    |  |  |  |  |  |  |  |  |  |  |  |  |  |  |  |
|  |                           |  |  |  |  |  |  |  |  |  |  |  |  |  |  |  |
|  |                           |  |  |  |  |  |  |  |  |  |  |  |  |  |  |  |
|  | 6. Óláfr de Dalr          |  |  |  |  |  |  |  |  |  |  |  |  |  |  |  |
|  |                           |  |  |  |  |  |  |  |  |  |  |  |  |  |  |  |
|  |                           |  |  |  |  |  |  |  |  |  |  |  |  |  |  |  |
|  | 3. Borghild Olavsdotter   |  |  |  |  |  |  |  |  |  |  |  |  |  |  |  |
|  |                           |  |  |  |  |  |  |  |  |  |  |  |  |  |  |  |
|  |                           |  |  |  |  |  |  |  |  |  |  |  |  |  |  |  |